# Orocrambus philpotti
Orocrambus philpotti là một loài bướm đêm trong họ Crambidae.